# Liste des monuments classés du gouvernorat de Ben Arous
Cette liste des monuments classés du gouvernorat de Ben Arous est une liste des monuments historiques et archéologiques protégés et classés du gouvernorat de Ben Arous, établie par l'Institut national du patrimoine de Tunisie.

## Liste
| Identifiant monument | Site                     | Monument                                                                      | Adresse | Date de classement | Décret             | Coordonnées                       | Illustration                                                                  |                       |
| -------------------- | ------------------------ | ----------------------------------------------------------------------------- | ------- | ------------------ | ------------------ | --------------------------------- | ----------------------------------------------------------------------------- | --------------------- |
| 13-1                 | Mohamedia                | Arcades aujourd'hui inutilisées de l'aqueduc d'Hadrien                        |         | 7 décembre 1892    | 7 décembre 1892    | 36° 44′ 26″ nord, 10° 16′ 29″ est | Arcades aujourd'hui inutilisées de l'aqueduc d'Hadrien                        | Télécharger une image |
| 13-2                 | Oudna                    | Puits voisin de la ligne de l'aqueduc                                         |         | 7 décembre 1892    | 7 décembre 1892    | à géolocaliser                    | Puits voisin de la ligne de l'aqueduc                                         | Télécharger une image |
| 13-3                 | Oudna                    | Thermes romains                                                               |         | 8 mai 1895         | 8 mai 1895         | 36° 36′ 22″ nord, 10° 10′ 32″ est | Thermes romains                                                               | Télécharger une image |
| 13-4                 | Oudna                    | Citernes                                                                      |         | 7 décembre 1892    | 7 décembre 1892    | à géolocaliser                    | Citernes                                                                      | Télécharger une image |
| 13-5                 | Oudna                    | Pont à trois arches sur un affluent de l'Oued Miliane                         |         | 7 décembre 1892    | 7 décembre 1892    | 36° 36′ 23″ nord, 10° 10′ 04″ est | Pont à trois arches sur un affluent de l'Oued Miliane                         | Télécharger une image |
| 13-6                 | Oudna                    | Église chrétienne                                                             |         | 8 mai 1895         | 8 mai 1895         | à géolocaliser                    | Image manquante Téléverser                                                    | Télécharger une image |
| 13-7                 | Oudna                    | Théâtre                                                                       |         | 8 mai 1895         | 8 mai 1895         | 36° 36′ 31″ nord, 10° 10′ 38″ est | Théâtre                                                                       | Télécharger une image |
| 13-8                 | Oudna                    | Temple romain                                                                 |         | 8 mai 1895         | 8 mai 1895         | 36° 36′ 17″ nord, 10° 10′ 21″ est | Temple romain                                                                 | Télécharger une image |
| 13-9                 | Oudna                    | Site situé à l'ouest du temple                                                |         | 8 mai 1895         | 8 mai 1895         | 36° 36′ 12″ nord, 10° 10′ 20″ est | Site situé à l'ouest du temple                                                | Télécharger une image |
| 13-10                | Oudna                    | Maison située au nord de l'amphithéâtre                                       |         | 8 mai 1895         | 8 mai 1895         | à géolocaliser                    | Maison située au nord de l'amphithéâtre                                       | Télécharger une image |
| 13-11                | Oudna                    | Pieds-droits de l'arc-de-triomphe                                             |         | 8 mai 1895         | 8 mai 1895         | à géolocaliser                    | Image manquante Téléverser                                                    | Télécharger une image |
| 13-12                | Oudna                    | Piliers de l'aqueduc                                                          |         | 7 décembre 1892    | 7 décembre 1892    | 36° 36′ 13″ nord, 10° 10′ 28″ est | Piliers de l'aqueduc                                                          | Télécharger une image |
| 13-13                | Oudna                    | Bain (Labérie)                                                                |         | 8 mai 1895         | 8 mai 1895         | 36° 36′ 28″ nord, 10° 10′ 22″ est | Bain (Labérie)                                                                | Télécharger une image |
| 13-14                | Oudna                    | Amphithéâtre                                                                  |         | 8 mai 1895         | 8 mai 1895         | 36° 36′ 31″ nord, 10° 10′ 09″ est | Amphithéâtre                                                                  | Télécharger une image |
| 13-15                | Oudna                    | Maison (Labérie)                                                              |         | 8 mai 1895         | 8 mai 1895         | 36° 36′ 32″ nord, 10° 10′ 19″ est | Maison (Labérie)                                                              | Télécharger une image |
| 13-16                | Route de Radès - Ezzahra | Pont archéologique de Oued Meliane                                            |         | 15 janvier 2001    | 15 janvier 2001    | 36° 45′ 19″ nord, 10° 16′ 45″ est | Pont archéologique de Oued Meliane                                            | Télécharger une image |
| 13-17                | Foundouk-Choucha         | Pont de l'oued Miliane sur la route de Tunis à Hammam Lif par Fondouk-Choucha |         | 16 novembre 1928   | 16 novembre 1928   | 36° 44′ 26″ nord, 10° 16′ 29″ est | Pont de l'oued Miliane sur la route de Tunis à Hammam Lif par Fondouk-Choucha | Télécharger une image |
| 13-18                | Hammam Lif               | Hôtel Casino                                                                  |         | 1er septembre 2000 | 1er septembre 2000 | 36° 43′ 58″ nord, 10° 20′ 15″ est | Hôtel Casino                                                                  | Télécharger une image |
| 13-19                | Mohamedia                | Saraya Mrabet                                                                 |         | 21 janvier 2021    | 21 janvier 2021    | à géolocaliser                    | Image manquante Téléverser                                                    | Télécharger une image |
| 13-20                | Hammam Lif               | Palais husseinite                                                             |         | 15 mars 2022       | 15 mars 2022       | à géolocaliser                    | Palais husseinite                                                             | Télécharger une image |
| 13-21                | Mégrine                  | Palais de Mégrine                                                             |         | 15 mars 2022       | 15 mars 2022       | 36° 46′ 21″ nord, 10° 13′ 53″ est | Palais de Mégrine                                                             | Télécharger une image |
| 13-22                | Radès                    | Villa dite Dar Chnik et son jardin                                            |         | 26 décembre 2022   | 26 décembre 2022   | à géolocaliser                    | Image manquante Téléverser                                                    | Télécharger une image |
| 13-23                | Radès                    | Monument défensif                                                             |         | 26 décembre 2022   | 26 décembre 2022   | à géolocaliser                    | Image manquante Téléverser                                                    | Télécharger une image |